# Rouperroux-le-Coquet
Rouperroux-le-Coquet là một xã thuộc tỉnh Sarthe, trong vùng Pays de la Loire tây bắc nước Pháp. Xã này nằm ở khu vực có độ cao từ 72-133 mét trên mực nước biển.